# Henryk Ettinger

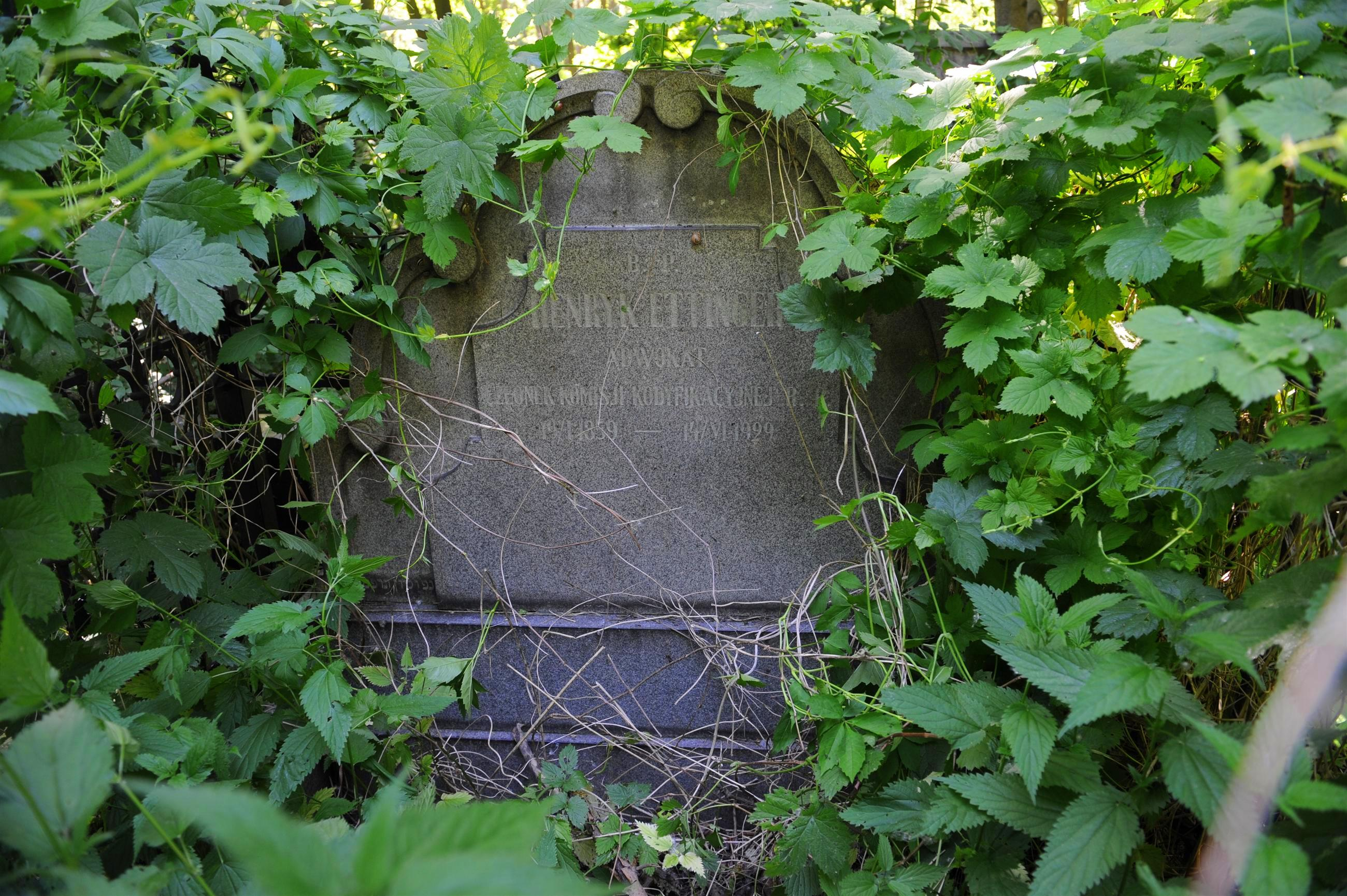
Grób Henryka Ettingera na cmentarzu żydowskim przy ulicy Okopowej w Warszawie

Henryk Ettinger (ur. 19 stycznia 1859, zm. 14 czerwca 1929 w Warszawie) – polski adwokat żydowskiego pochodzenia, ojciec Mieczysława Ettingera. 
Był jednym z adwokatów, którzy podejmowali się obrony oskarżonych w procesach politycznych rewolucji 1905. W 1916 r. został przewodniczącym Komisji Prawa Karnego w Departamencie Sprawiedliwości Tymczasowej Rady Stanu. Po odzyskaniu przez Polskę niepodległości został członkiem Komisji Kodyfikacyjnej, w ramach której przygotowywał Kodeks Karny, wprowadzony w życie już po jego śmierci w 1932 r., nazwany później kodeksem Makarewicza. W 1927 r. był jednym z adwokatów, którzy bronili w procesie w Warszawie Borysa Kowerdy (rosyjskiego zamachowca z Wilna), zabójcy posła ZSRR w Polsce. Wielokrotnie był członkiem Naczelnej Rady Adwokackiej. Był prezesem sekcji karnej Towarzystwa Prawniczego. 
Henryk Ettinger jest pochowany na cmentarzu żydowskim przy ulicy Okopowej w Warszawie (kwatera 24, rząd 2). Jego nagrobek jest dziełem Abrahama Ostrzegi.